# Carnico
| Periodo                                                                                     | Epoca                | Piano          | Età (Ma)        |
| ------------------------------------------------------------------------------------------- | -------------------- | -------------- | --------------- |
| Giurassico                                                                                  | Giurassico inferiore | Hettangiano    | Più recente     |
| Triassico                                                                                   | Triassico superiore  | Retico         | ~205,7          |
| Triassico                                                                                   | Triassico superiore  | Norico         | ~227,3          |
| Triassico                                                                                   | Triassico superiore  | Carnico        | ~237            |
| Triassico                                                                                   | Triassico medio      | Ladinico       | 241,464 ± 0,28  |
| Triassico                                                                                   | Triassico medio      | Anisico        | 246.7           |
| Triassico                                                                                   | Triassico inferiore  | Olenekiano     | 249,9           |
| Triassico                                                                                   | Triassico inferiore  | Induano        | 251,902 ± 0,024 |
| Permiano                                                                                    | Lopingiano           | Changhsingiano | Più antico      |
| Suddivisione del Triassico secondo la Commissione internazionale di stratigrafia dell'IUGS. |                      |                |                 |

Nella scala dei tempi geologici il Carnico, talvolta detto anche Carniano, è il primo dei tre piani stratigrafici o età in cui viene suddivisa l'epoca del Triassico superiore, a sua volta parte del periodo Triassico.
Il Carnico è compreso tra circa 237 e 227,3 milioni di anni fa (Ma). È preceduto dal Ladinico e seguito dal Norico. I suoi confini non sono marcati da un evento di estinzione di massa, ma da un evento climatico (noto come Episodio pluviale Carnico) che sembra essere collegato ad alcune importanti estinzioni o radiazioni adattative.

## Definizioni stratigrafiche e GSSP

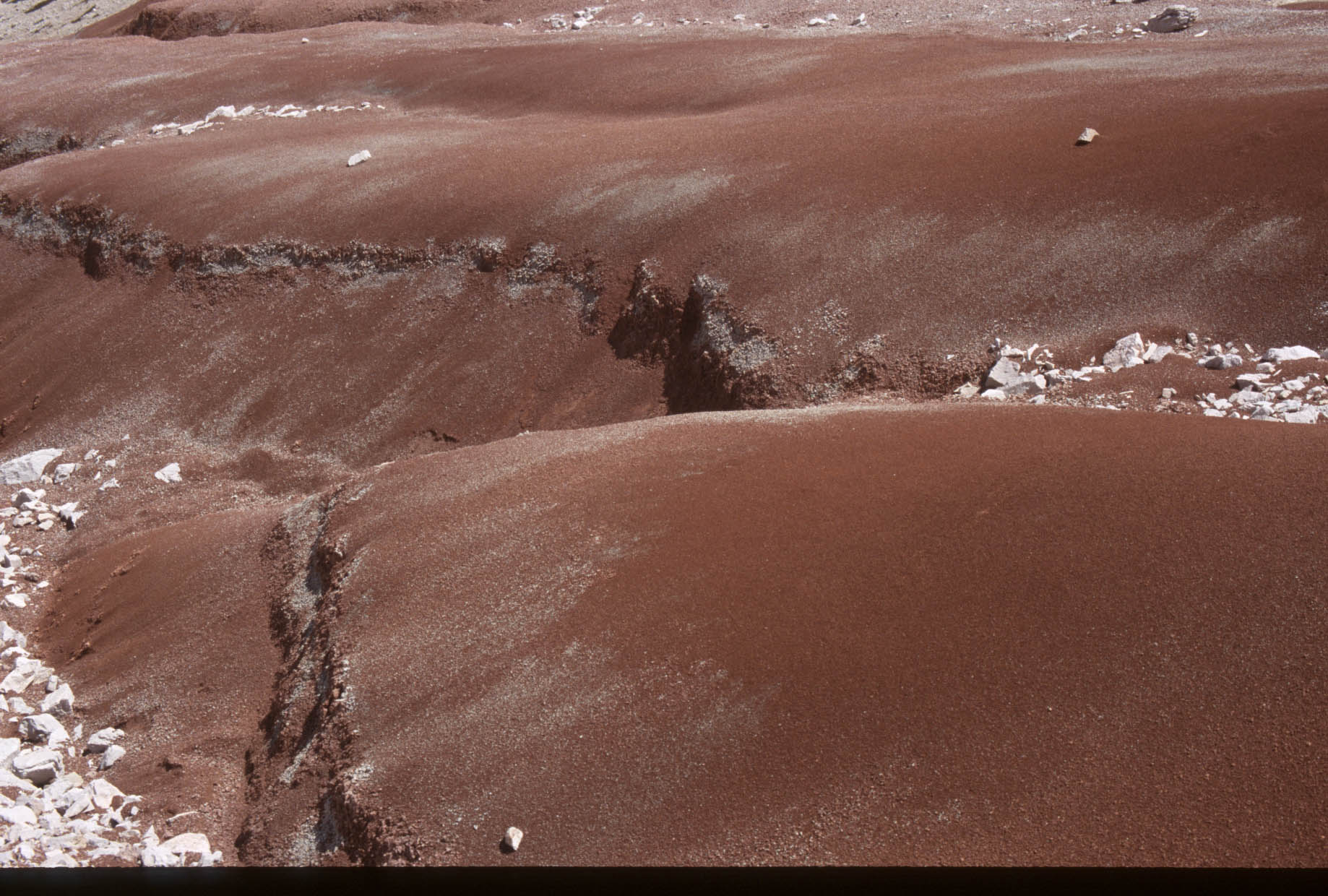
Argille rosse da pianura alluvionale della "Formazione di Travenanzes", nell'omonima valle delle Dolomiti.

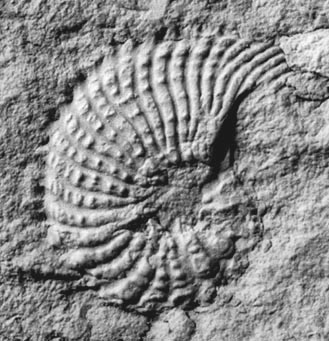
Brotheotrachyceras brotheus dalla formazione di San Cassiano in Val Badia, nelle Dolomiti. Questo tipo di ammonite è un indice fossile del Carnico antico.

Il nome di Carnico fu assegnato nel 1869 dal geologo e paleontologo austriaco Mojsisovics.
La base del Carnico è in prossimità della prima comparsa negli orizzonti stratigrafici delle ammoniti della specie Daxatina canadensis e dei bivalvi del genere Halobia, appena al di sopra della zona di polarità magnetica S2n.
Il limite superiore (nonché base del successivo Norico) è alla base della biozona ammonitica del Klamathites macrolobatus o dello Stikinoceras kerri e della biozona dei conodonti Metapolygnathus communisti o Metaolygnathus primitius.
Non vi è un'ulteriore suddivisione ufficialmente accettata per il Carnico, anche se a volte viene utilizzata in ambito locale una sottosuddivisione stratigrafica in due livelli:
- Giuliano
- Tuvaliano

Altri autori utilizzano invece una successione stratigrafica che identifica tre livelli:
- Cordevoliano
- Giuliano
- Tuvaliano

### GSSP
Il GSSP, il profilo stratigrafico di riferimento della Commissione Internazionale di Stratigrafia, è localizzato ai Prati di Stuores presso Badia, in Val Badia (Bz).

## Biostratigrafia
Lo stadio Carnico contiene sei biozone ammonitiche, collegate all'Oceano Tetide:
- zona dell'Anatropites spinosus
- zona del Tropites subbullatus
- zona del Tropites dilleri
- zona dell'Austrotrachyceras austriacum
- zona del Trachyceras

## Paleogeografia e clima
La paleogeografia del Carnico era essenzialmente la stessa del Triassico medio. La maggior parte delle terre emerse era raggruppata nel supercontinente Pangea, mentre il resto del pianeta era coperto da un unico grande oceano, la Panthalassa.

La parte tropicale di questo oceano, dove si incuneava nella Pangea, è chiamata Paleotetide ed i suoi sedimenti sono attualmente visibili nel sud-est dell'Europa, in Medio Oriente, nell'Himalaya e nell'isola di Timor.
La contrapposizione tra un'unica massa emersa ed un unico oceano potrebbe aver portato alla formazione di mega-monsoni, molto più intensi di quelli attuali.
Come nella maggior parte del Mesozoico, non c'erano calotte di ghiaccio. Il clima era per lo più arido ai tropici, anche se è documentato un episodio tropicale umido, almeno nella Paleotetide, noto come Evento Pluviale Carnico.
Questo si estese dalla fine della prima suddivisione del Carnico (Giuliano) fino all'inizio dell'ultima suddivisione (Tuvaliano). La natura di questo evento è ancora oggetto di dibattito: alcuni studiosi la ritengono un effetto della deriva continentale delle terre a ridosso della fascia equatoriale. Secondo questa interpretazione, la transizione da arido a umido e poi nuovamente ad arido, sarebbe legata allo spostamento di placche tettoniche localizzate in regioni sub-equatoriali, che si sarebbero dirette verso le latitudini tropicali attraversando l'equatore.

## Fauna
Nel calmo ambiente marino del periodo, il Carniano vide la prima crescita abbondante del nanoplancton calcareo che includeva il gruppo morfologico dei Coccolitofori.

### Invertebrati
Sono pochi gli invertebrati tipici e caratteristici del Carniano. Tra i molluschi, l'ammonite Trachyceras si ritrova solo nel basso Carniano (Giuliano, nella suddivisione a due livelli). La famiglia delle Tropitidae e il genere Tropites fanno la loro comparsa all'inizio del Carniano superiore o Tuvaliano.

I bivalvi del genere Halobia, abitanti delle profondità marine, si differenziarono dalla Daonella all'inizio di questo periodo. Le barriere coralline di Scleractinia, una forma moderna di coralli, cominciarono a diffondersi nel Carniano.

### Vertebrati
Il primo dinosauro, Eoraptor lunensis, aveva già fatto la sua comparsa poco prima del Carniano, circa 230 milioni di anni fa. I resti più antichi di un esemplare completo sono stati rinvenuti nella formazione di Ischigualasto in Argentina e risalgono probabilmente al tardo Carniano. I primi dinosauri propriamente detti erano di piccole dimensioni, ma si diversificarono poi rapidamente fino a diventare la fauna dominante nel resto del Mesozoico.
In questo stadio gli Arcosauri divennero il clado dominante di sauropsidi diapsidi, evolvendosi nei Phytosauria, Rhynchosauria, Aetosauria e Rauisuchia. Invece i Terapsidi, che includevano gli antenati dei mammiferi (e, dal Triassico superiore, gli stessi mammiferi) diminuirono in dimensione e diversità e rimasero sostanzialmente di piccola taglia, rappresentati dai soli mammiferi, fino all'estinzione dei dinosauri non-aviani, alla fine del Cretaceo. Molti vertebrati carniani sono stati ritrovati nelle rocce della formazione Santa Maria, nel Geoparco di Paleorrota, nel Rio Grande do Sul, in Brasile.

### Conodonti
I conodonti erano presenti nei sedimenti marini del Triassico. La Paragondolella polygnathiformis fa la sua comparsa all'inizio del Carniano ed è probabilmente la specie più caratteristica.

#### †Temnospondyli
| Temnospondyli del Carnico | Temnospondyli del Carnico | Temnospondyli del Carnico     | Temnospondyli del Carnico | Temnospondyli del Carnico |
| Taxa                      | Presenza                  | Localizzazione                | Descrizione               | Immagine                  |
| ------------------------- | ------------------------- | ----------------------------- | ------------------------- | ------------------------- |
| - Cyclotosaurus           |                           | In tutta l'Europa             |                           |                           |
| - Deltasaurus             |                           | Australia                     |                           |                           |
| - Gerrothorax             |                           | Germania, Svezia, Groenlandia |                           |                           |
| - Metoposaurus            |                           | Europa e Nord America         |                           |                           |
| - Uruyiella               |                           | Sudamerica                    |                           |                           |

#### †Ichthyosauria
| Ichthyosauria del Carnico | Ichthyosauria del Carnico | Ichthyosauria del Carnico | Ichthyosauria del Carnico | Ichthyosauria del Carnico |
| Taxa                      | Presenza                  | Localizzazione            | Descrizione               | Immagine                  |
| ------------------------- | ------------------------- | ------------------------- | ------------------------- | ------------------------- |
| - Californosaurus         |                           |                           |                           |                           |
| - Shastasaurus            |                           |                           |                           |                           |
| - Shonisaurus             |                           |                           |                           |                           |

#### †Archosauromorpha (non-archosauri)
| Archosauromorpha non-Archosauri del Carnico | Archosauromorpha non-Archosauri del Carnico | Archosauromorpha non-Archosauri del Carnico | Archosauromorpha non-Archosauri del Carnico | Archosauromorpha non-Archosauri del Carnico |
| Taxa                                        | Presenza                                    | Localizzazione                              | Descrizione                                 | Immagine                                    |
| ------------------------------------------- | ------------------------------------------- | ------------------------------------------- | ------------------------------------------- | ------------------------------------------- |
| - Hyperodapedon                             |                                             | Paleorrota, Brasile                         |                                             |                                             |
| - Mecistrotrachelos                         |                                             |                                             |                                             |                                             |
| - Oryctorhynchus                            |                                             |                                             |                                             |                                             |
| - Proterochampsa                            |                                             |                                             |                                             |                                             |
| - Raibliania                                |                                             |                                             |                                             |                                             |

#### †Crurotarsi (non-crocodylomorpha)
| †Crurotarsi non-crocodylomorpha del Carnico | †Crurotarsi non-crocodylomorpha del Carnico | †Crurotarsi non-crocodylomorpha del Carnico | †Crurotarsi non-crocodylomorpha del Carnico | †Crurotarsi non-crocodylomorpha del Carnico |
| Taxa                                        | Presenza                                    | Localizzazione                              | Descrizione                                 | Immagine                                    |
| ------------------------------------------- | ------------------------------------------- | ------------------------------------------- | ------------------------------------------- | ------------------------------------------- |
| - Desmatosuchus                             |                                             |                                             |                                             |                                             |
| - Doswellia                                 |                                             |                                             |                                             |                                             |
| - Ornithosuchus                             |                                             |                                             |                                             |                                             |
| - Paleorhinus                               |                                             |                                             |                                             |                                             |
| - Postosuchus                               |                                             |                                             |                                             |                                             |
| - Rutiodon                                  |                                             |                                             |                                             |                                             |
| - Saurosuchus                               |                                             |                                             |                                             |                                             |
| - Stagonolepis                              |                                             |                                             |                                             |                                             |

#### Crocodylomorpha
| Crocodylomorpha del Carnico | Crocodylomorpha del Carnico | Crocodylomorpha del Carnico | Crocodylomorpha del Carnico | Crocodylomorpha del Carnico |
| Taxa                        | Presenza                    | Localizzazione              | Descrizione                 | Immagine                    |
| --------------------------- | --------------------------- | --------------------------- | --------------------------- | --------------------------- |
| - Hesperosuchus             |                             |                             |                             |                             |

#### †Ornithodira non-dinosauri
| †Ornithodira del Carnico | †Ornithodira del Carnico | †Ornithodira del Carnico         | †Ornithodira del Carnico | †Ornithodira del Carnico |
| Taxa                     | Presenza                 | Localizzazione                   | Descrizione              | Immagine                 |
| ------------------------ | ------------------------ | -------------------------------- | ------------------------ | ------------------------ |
| - Silesaurus             |                          | Silesia, Polonia                 |                          |                          |
| - Sacisaurus             |                          | Agudo, Rio Grande do Sul, Brazil |                          |                          |

#### Dinosauri
| †Dinosauri del Carnico | †Dinosauri del Carnico                                            | †Dinosauri del Carnico                            | †Dinosauri del Carnico | †Dinosauri del Carnico |
| Taxa                   | Presenza                                                          | Localizzazione                                    | Descrizione | Immagine               |
| ---------------------- | ----------------------------------------------------------------- | ------------------------------------------------- | --- | ---------------------- |
| - Blikanasaurus        | Dubbio: considerato appartenente al Norico da alcuni ricercatori. |                                                   | |                        |
| - Eoraptor lunensis    |                                                                   |                                                   | |                        |
| - Euskelosaurus        | Dubbio: considerato appartenente al Norico da alcuni ricercatori. |                                                   | |                        |
| - Guaibasaurus         |                                                                   | Paleorrota, Rio Grande do Sul, Brasile.           | |                        |
| - Staurikosaurus       |                                                                   | Paleorrota, Rio Grande do Sul, Brasile.           | |                        |
| - Saturnalia           |                                                                   | Paleorrota, Rio Grande do Sul, Brasile.           | Forse un sauropodomorfo primitivo, lunghezza ipotetica 1,5 m.                                                                         |                        |
| - Unaysaurus           |                                                                   | Paleorrota, Rio Grande do Sul, Brasile.           | |                        |
| - Herrerasaurus        |                                                                   |                                                   | |                        |
| - Panphagia protos     |                                                                   |                                                   | |                        |
| - Pisanosaurus         |                                                                   | Formazione di Ischigualasto, San Juan, Argentina. | Piccolo dinosauro, lungo circa 1,3 m e alto 30 cm. Era bipede e, come tutti gli ornitischi, si ritiene fosse esclusivamente erbivoro. |                        |
| - Teyuwasu             |                                                                   |                                                   | |                        |

#### †Therapsida (non-mammiferi)
| †Therapsida (non-mammiferi) del Carnico | †Therapsida (non-mammiferi) del Carnico | †Therapsida (non-mammiferi) del Carnico | †Therapsida (non-mammiferi) del Carnico | †Therapsida (non-mammiferi) del Carnico |
| Taxa                                    | Presenza                                | Localizzazione                          | Descrizione                             | Immagine                                |
| --------------------------------------- | --------------------------------------- | --------------------------------------- | --------------------------------------- | --------------------------------------- |
| - Exaeretodon                           |                                         | Paleorrota, Brasile.                    |                                         |                                         |
| - Placerias                             |                                         |                                         |                                         |                                         |
| - Ischigualastia                        |                                         |                                         |                                         |                                         |
| - Moghreberia                           |                                         |                                         |                                         |                                         |

#### Mammaliaformes
| Mammaliaformes del Carnico | Mammaliaformes del Carnico | Mammaliaformes del Carnico        | Mammaliaformes del Carnico                                                                         | Mammaliaformes del Carnico |
| Taxa                       | Presenza                   | Localizzazione                    | Descrizione                                                                                        | Immagine                   |
| -------------------------- | -------------------------- | --------------------------------- | -------------------------------------------------------------------------------------------------- | -------------------------- |
| - Adelobasileus            |                            | Formazione di Tecovas, Texas, USA | Ritenuto l'antenato comune di tutti i moderni mammiferi o un parente stretto dell'antenato comune. |                            |

#### †Thalattosauri
| Thalattosauria del Carnico | Thalattosauria del Carnico | Thalattosauria del Carnico           | Thalattosauria del Carnico           | Thalattosauria del Carnico |
| Taxa                       | Presenza                   | Localizzazione                       | Descrizione                          | Immagine                   |
| -------------------------- | -------------------------- | ------------------------------------ | ------------------------------------ | -------------------------- |
| - Miodentosaurus           |                            | Formazione di Falang, Guizhou, Cina. | Thalattosauro, lunghezza 4 m. circa. |                            |

## Località di riferimento - lagerstätte
La fauna del basso Carnico della formazione di San Cassiano, nelle Dolomiti, è stata studiata fin dal XIX secolo. Vi sono diversi siti fossiliferi in questa zona, distribuiti tra Cortina d'Ampezzo e l'alta Val Badia.

La fauna è piuttosto diversificata e include ammoniti, gasteropodi, bivalvi, echinodermi, spugne calcaree, coralli, brachiopodi e altri fossili meno comuni. I reperti sono esposti al Museo delle Regole a Cortina d'Ampezzo.
Nella formazione di Ischigualasto, nel nord-ovest dell'Argentina, sono stati ritrovati molti resti di vertebrati, tra cui il più antico scheletro completo di dinosauro.